# Зарниця (Рубцовський район)
Зарни́ця (рос. Зарница) — селище у складі Рубцовського району Алтайського краю, Росія. Входить до складу Безрукавської сільської ради.

## Населення
Населення — 270 осіб (2010; 258 у 2002).
Національний склад (станом на 2002 рік):
- росіяни — 92 %